# Dominator (album W.A.S.P.)
Dominator je páté studiové album americké metalové skupiny W.A.S.P., vydané 16. dubna 2007 přes vydavatelství Demolition. Původně album mělo vyjít v září 2006, ale termín byl odložen. Původně mělo album zahrnovat covery písní Burn od Deep Purple a Fortunate Son od Creedence Clearwater Revival, ale nakonec byly ze sestřihu vypuštěny. Album je o zahraniční politice USA.
Nejvíc se prosadilo v severoevropských žebříčkách ve Finsku, Norsku a Švédsku.

## Seznam skladeb
Všechny skladby napsal Blackie Lawless.
| Pořadí | Název                  | Délka |
| ------ | ---------------------- | ----- |
| 1.     | Mercy                  | 4:49  |
| 2.     | Long, Long Way to Go   | 3:15  |
| 3.     | Take Me Up             | 4:33  |
| 4.     | The Burning Man        | 4:39  |
| 5.     | Heaven's Hung in Black | 7:14  |
| 6.     | Heaven's Bleesed       | 5:22  |
| 7.     | Teacher                | 5:01  |
| 8.     | Heaven's Hung in Black | 3:13  |
| 9.     | Deal with The Devil    | 5:17  |

## Obsazení
- Blackie Lawless – zpěv, rytmická kytara, klávesy
- Doug Blair – sólová kytara
- Mike Duda – baskytara, doprovodný zpěv
- Mike Dupke – bicí